# Tromejnik
Tromejnik je spomenik na severovzhodu Slovenije, na tromeji med Avstrijo, Madžarsko in Slovenijo. Nahaja se na vrhu manjše vzpetine, približno 1 km zahodno od naselja Trdkova v krajinskem parku Goričko. Tromejni kamen je bil na današnje mesto postavljen leta 1924, do leta 1991 pa je bila državna razmejitvena črta deloma določena tudi z železno ograjo, ki je bila po osamosvojitvi Slovenije odstranjena. Kasneje je bil na tromejnik dodan slovenski grb.
V okolici spomenika je urejena naravoslovna učna pot. Leta 2015 ga je Občina Kuzma razglasila za kulturni spomenik lokalnega pomena.

## Videz
Tromejnik je okrnjen stolpec v obliki piramide, visok 215 centimetrov in širok 173 centimetrov na dnu. Na treh straneh piramide so prikazani grbi treh mejnih držav in datum ratifikacije Trianonske pogodbe.